# Michel Thomassin
Pour les articles homonymes, voir Joyeux.
Répertoire
Ballet royal de la nuit
Michel Thomassin, dit Joyeux ou parfois M. de Joyeuse (1616 ? - 22 avril 1706) est un danseur des ballets de jeunesse de Louis XIV, premier valet de chambre de Monseigneur, fils de Louis XIV, et successivement gouverneur du château de Choisy de 1693 à 1695, puis gouverneur du château de Meudon de 1695 à 1706, ainsi que gouverneur du château de Chaville, de 1696 à 1706.

## Biographie

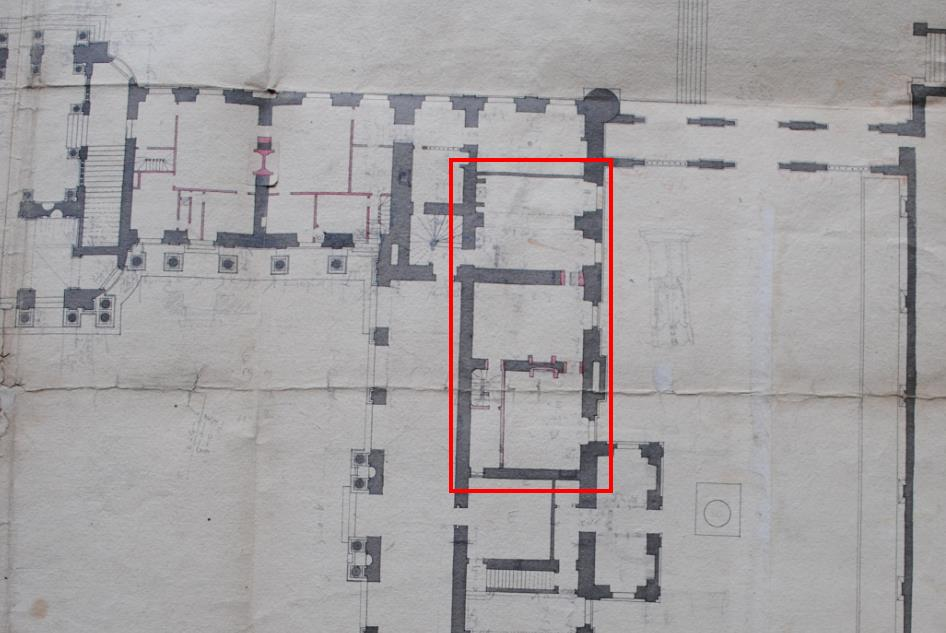
Plan du rez-de-chaussée du logement de Joyeux au Château-Vieux de Meudon, vers 1695. AN

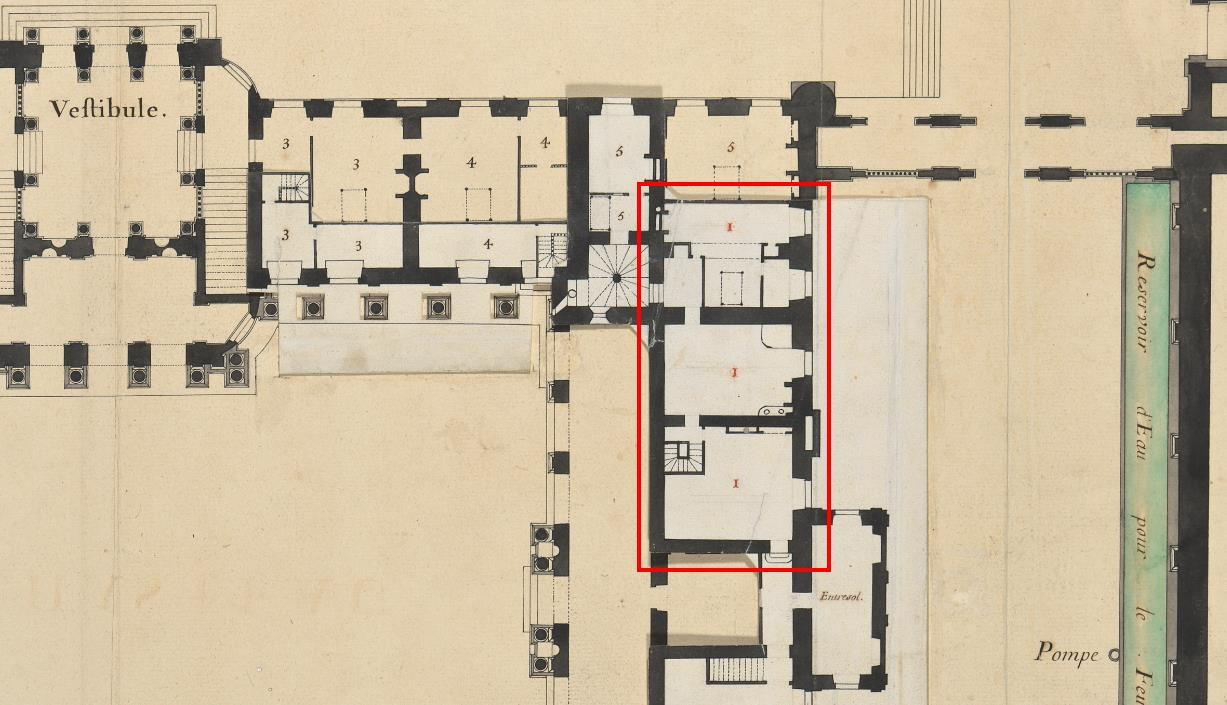
Plan de l'entresol du logement de Joyeux au Château-Vieux de Meudon, vers 1700. BNF

Un contrat de mariage est passé le 2 février 1617 entre Michel Thomassin, procureur au Châtelet, et Claude Joyeux, en présence de Pierre Grandrye I, notaire au Châtelet, beau-frère du futur époux, à cause de Nicole Thomassin, sa femme. Il se pourrait qu'il s'agisse des deux parents de Joyeux.
Excellent danseur, il participe aux ballets de jeunesse de Louis XIV. On le retrouve notamment le 23 février 1653 dans le Ballet royal de la nuit (entrée 4, dite « des chasseurs »). 
Il fut choisi par le duc de Montausier, gouverneur du Dauphin, pour devenir valet de chambre de Monseigneur, l'héritier de la couronne. Il le rencontra dans l'entourage d'Anne d'Autriche dont il était le maître de la garde-robe. 
Vers le 20 février 1680, le roi donne à Joyeux une abbaye, celle de Notre-Dame de Sery, au diocèse d'Amiens.
Ce « bel homme et fort bien fait », selon Saint-Simon, avait non seulement facilité les intrigues amoureuses du roi, mais avait su se faire remarquer grâce à ses qualités de danseur. Il en avait gardé un problème au bassin, qui l'obligeait, vieillissant, à marcher presque ployé en deux. Selon Saint-Simon, le roi « l'avait mis auprès de Monseigneur comme homme de confiance », chargé de surveiller l'entourage du prince et d'ailleurs « sa cour intérieure était en grand ménagement et fort en contrainte ». Monseigneur ne semble pas avoir nourri de proximité particulière avec lui. S'il n'eut pas de lettres de nomination particulières, lorsqu'il reçut des lettres d'état en 1694 le secrétaire d'État de la Maison du roi le qualifiait bien de « premier valet de Monseigneur ».
Il fut gouverneur du château de Choisy de 1693 à 1695, quand le château appartint à Monseigneur. Puis, trois mois après l'acquisition de Meudon par Monseigneur, par suite de l'échange avec Choisy, Joyeux reconnaît le 6 septembre 1695 avoir reçu tous les titres de propriété du nouveau domaine. Le 10 janvier 1696, Dangeau note dans son Journal que « Joyeux sera capitaine de Chaville comme de Meudon ». Il fut ainsi également gouverneur du château de Chaville de 1696 à 1706.
Pour tout ce qui regardait la chambre et la cassette personnelle de Monseigneur, il était l'adjoint privilégié du premier gentilhomme de la Chambre. Sa tâche était relativement prenante, car le premier valet de chambre du dauphin servait toute l’année et non pas un trimestre par an comme ceux du roi. Pour cette raison, et parce que Michel Thomassin resta fort vieux dans sa charge, il fut très rapidement secondé par quatre valets de chambre ordinaires à la sortie de leur service auprès du roi.
Le 22 avril 1697, Joyeux signe, avec Monseigneur et Dumont, le contrat de mariage de Jean Hassassin de Longwy et de Marguerite Robinot.
Il meurt le 22 avril 1706. Le jour même, le bailli de Meudon, François de Vauclin de Lambreuil, apposa les scellés sur son appartement au château de Meudon. Son inventaire après décès est dressé le 11 mai 1706. Cet acte indique qu'à sa mort, Joyeux bénéficiait de deux carrosses et de sept chevaux. Quatre chevaux de selle lui permettaient d’inspecter le domaine de Meudon ou de faire rapidement des allers et retours entre Meudon et Versailles. Un postillon et un palefrenier nommé Étienne Romeur demeuraient d’ailleurs en permanence à son service. Il disposait aussi d’un valet de chambre, un dénommé Féron qui, en 1706, reçut en héritage de son maître la rondelette somme de 4.000 livres. Le secondait dans son activité administrative un secrétaire, le sieur Cournay. Il possédait son logement au sein même du Château-Vieux de Meudon, au sein de l'aile Ouest. Dans les communs du château étaient aussi installés ses bureaux où s’effectuait l’essentiel du travail de gestion du domaine et de la Chambre du dauphin. C’est ainsi qu’on s’explique la présence d’une petite dizaine de bureaux mentionnés dans son inventaire après décès, dont un seul seulement avait un tiroir fermé à clef dans lequel le domestique rangeait ses papiers personnels et ceux utiles à sa charge.
Le jour de sa mort, Monseigneur accorde à Hyacinthe de Gauréault Dumont le titre de gouverneur des châteaux de Meudon et de Chaville, à qui le roi accorde 20.000 livres de gages.

## Jugement par Saint-Simon
Saint-Simon écrit dans ses Mémoires : 
« Le vieux Joyeux, premier valet de chambre de Monseigneur et gouverneur de Meudon, mourut bientôt après à Versailles dans une extrême vieillesse, sans avoir jamais été marié, et donna tout son bien, qui était considérable, aux enfants du feu bonhomme Bontems, son ancien ami et camarade. Ce Joyeux était une espèce toute singulière et très dangereuse, avec qui Monseigneur se mesurait fort, et avec qui sa cour intérieure était en grand ménagement et fort en contrainte. Il avait été à la reine mère, puis au roi, et dans toutes les intrigues serviles de ses amours. Bel homme et fort bien fait, dansant mieux qu'homme de France, et avait été de tous les ballets du roi avec les meilleurs danseurs. Le dos lui était resté fort plat, mais il s'était comme rompu par le bas; il faisait une pointe, et Joyeux marchait presque ployé en deux. Son vêtement était rare et toujours le même: grande perruque et grand rabat, habit brun fort ample, culottes très larges, d'ailleurs bien chaussé. Il avait de l'esprit beaucoup, et de cet esprit de cour et de remarque, de l'emportement, de la malignité, de l'entêtement, quelquefois serviable et bon homme par fantaisie. Le roi l'avait mis auprès de Monseigneur comme un homme de confiance. Il ne faisait pas bon lui déplaire. Monseigneur n'avait osé lui refuser le gouvernement de Choisy, quand il l'eut, puis de Meudon, où il ordonnait de tout comme d'abord Bontems faisait à Marly. Il le traitait bien et le ménageait; il s'en consola encore mieux. Joyeux avait une bonne abbaye et je crois quelques prieurés ».